# Municipio de Osilnica
Osilnica es un municipio de Eslovenia, situado en el sur del país en la frontera con Croacia, en la región estadística de Eslovenia Sudoriental y región histórica de Baja Carniola. Su capital es Osilnica. Es un pequeño municipio fronterizo de montaña formado por diecinueve aldeas situadas en el entorno del valle del río Kolpa, ninguna de las cuales supera el centenar de habitantes.
En 2018 tenía 370 habitantes.
El municipio comprende las localidades de Belica, Bezgarji, Bezgovica, Bosljiva Loka, Grintovec pri Osilnici, Križmani, Ložec, Malinišče, Mirtoviči, Osilnica (la capital), Padovo pri Osilnici, Papeži, Podvrh, Ribjek, Sela, Spodnji Čačič, Strojiči, Zgornji Čačič y Žurge.